# Villa Fiorelli
Villa Fiorelli, già Vigna Costantini, è un parco pubblico di 9 000 m² di Roma.
Si trova nella piazza omonima del quartiere Tuscolano, nel territorio del Municipio Roma VII.
Ha quattro accessi: dalla piazza omonima fronte la chiesa dei santi Fabiano e Venanzio, via Melfi, via Avezzano e via Enna.

## Storia

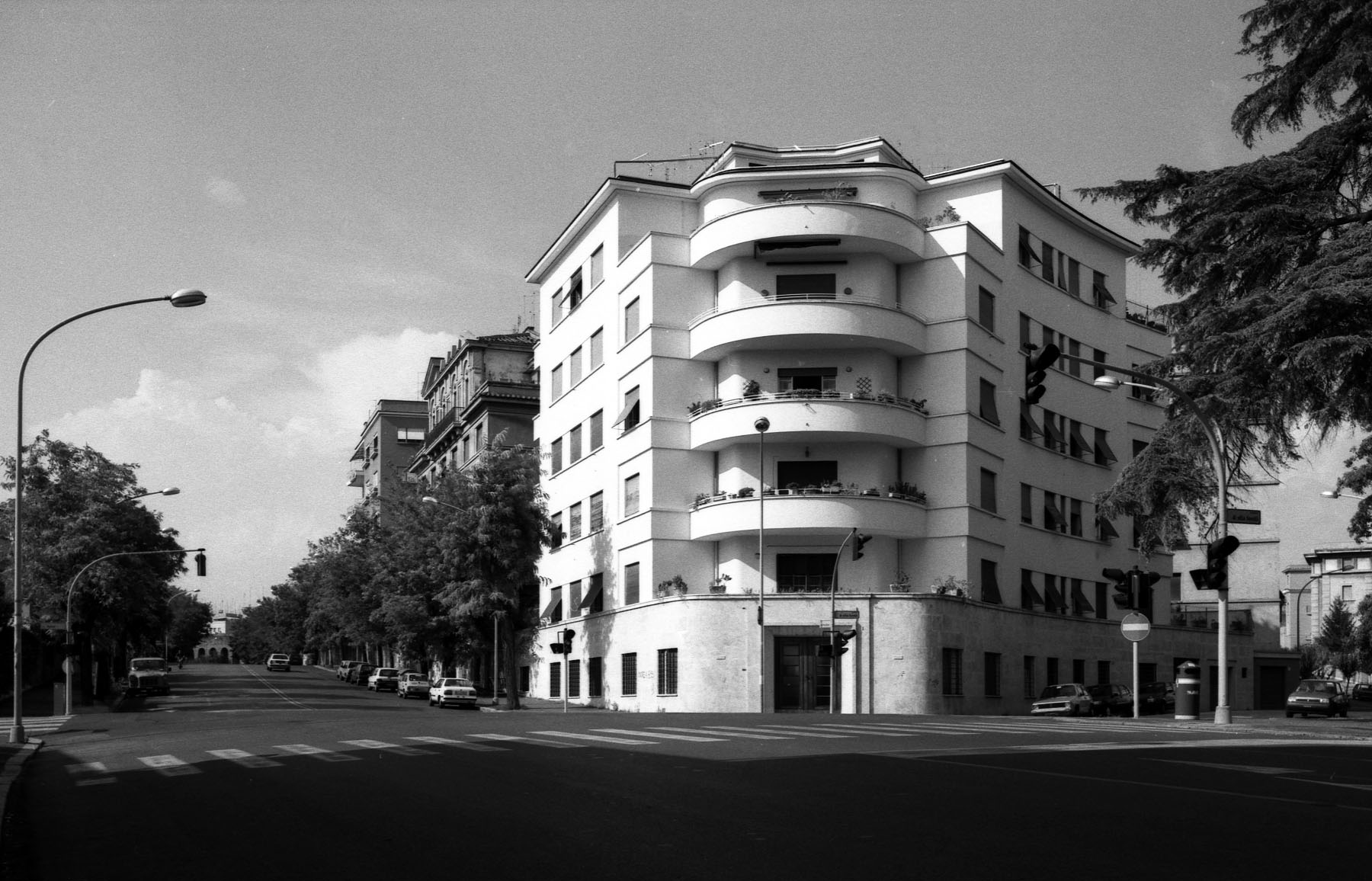
Palazzina a piazza di Villa Fiorelli (1932) (1935)

L'area oggi destinata a parco faceva parte di una proprietà privata adibita a zona rurale, un tempo molto più ampia, appartenente ai conti Costantini già alla fine del XVIII secolo; il primo insediamento nell'area documentato fu un edificio rustico di proprietà del conte Vincenzo Costantini, citato nel Catasto gregoriano del 1818. Quando, nel 1848, la contessa Teresa Costantini andò in sposa a Luigi Fiorelli, la proprietà passò alla famiglia di quest'ultimo e dalla quale la villa prese il nome; all'inizio del Novecento l'area venne a poco a poco espropriata e quindi edificata. Ciò che resta dell'area verde sono i terreni acquisiti dal Governatorato della Capitale nel 1930, che ne fece un parco pubblico intorno all'area di edilizia popolare.
Una lapide, posta al centro del parco nel 1982, ricorda come a Vigna Fiorelli, nel 1849, avvenne un fatto importante: il generale Giuseppe Garibaldi, ospitato dai Fiorelli perché fieri antipapali e repubblicani della prima ora, vi fece abbeverare il suo cavallo e si riorganizzò con i suoi fedelissimi partendo poi dalle proprietà dei Fiorelli alla volta di Venezia, perché in fuga da Roma dopo la caduta della Repubblica romana.
Il parco è oggi circondato da villette e palazzine di inizio Novecento, un tempo adibite all'edilizia popolare, oggi restaurate e di connotazione borghese.
Nel 2003 il parco è stato restaurato e risistemato, a cura del Comune di Roma, mediante un'importante opera di riqualificazione mirata a riproporre fedelmente l'antica immagine del giardino ottocentesco ed ha assunto un aspetto signorile e curato, sull'impostazione dei parchi urbani inglesi. La nuova Villa Fiorelli è stata inaugurata il 2 dicembre 2004, dall'allora sindaco di Roma Walter Veltroni.